# Billy the Bear Tamer
Billy the Bear Tamer è un cortometraggio muto del 1915 diretto da Lee Beggs.

## Trama
Il padre di Costance ostacola il suo amoretto con Billy, proibendo alla figlia di rivedere il giovanotto. Così, quando la famiglia si reca nei boschi per una battuta di caccia, Billy si traveste da orso: il suo piano è quello di spaventare il rigido genitore e, poi, smessi i panni da orso, di ripresentarsi nelle sue vere vesti, fingendo di aver sconfitto il plantigrado e ottenendo in questo modo l'approvazione del padre della sua bella. Peccato però che le cose vadano in tutt'altro verso.

## Produzione
Il film fu prodotto dalla Vitagraph Company of America.

## Distribuzione
Distribuito dalla General Film Company, il film - un cortometraggio in una bobina - uscì nelle sale cinematografiche statunitensi il 15 luglio 1915.
La Grapevine Video lo ha distribuito in VHS.